# Kayleigh McKee
Kayleigh Grace Clementine McKee (Macomb, Illinois, 14 de enero de 1994) es una actriz de voz estadounidense, conocida por su trabajo en doblaje de anime para IYUNO-SDI, Crunchyroll, Bang Zoom! Entertainment, NYAV Post y Studiopolis. Algunos de sus papeles notables incluyen Matthias Hildesheimer en Shikkakumon no Saikyō Kenja y Yuta Okkotsu en Jujutsu Kaisen 0: la película.

## Biografía
McKee nació en Macomb, Illinois, el 14 de enero de 1994. Creció en Galesburg, Illinois, y se graduó de Abingdon High School en la cercana Abingdon, Illinois. El padre de McKee era fanático del anime y de los juegos de rol de mesa como Dungeons & Dragons; presentó a McKee al medio. Más tarde se involucró con el teatro. Al ser transgénero, se inspiró en las acciones de Laura Jane Grace, una cantante transgénero. Esto finalmente motivó a McKee a seguir una carrera como actriz de voz en anime.

## Filmografía

### Doblajes en anime
| Año  | Título                                | Papel                                                        | Notas        | Fuente |
| ---- | ------------------------------------- | ------------------------------------------------------------ | ------------ | ------ |
| 2021 | Shūmatsu no Valkyrie                  | Wolfgang Amadeus Mozart, Randgriz                            |              | [ 6 ]  |
| 2021 | Beastars                              | Pina                                                         |              | [ 7 ]  |
| 2021 | Kageki Shoujo!!                       | Sei Satomi                                                   |              | [ 6 ]  |
| 2021 | Tantei wa Mou, Shindeiru.             | Bat                                                          |              | [ 8 ]  |
| 2021 | JoJo's Bizarre Adventure: Stone Ocean | Anunciador de prisión (episodio 5), prisionero en enfermería |              | [ 6 ]  |
| 2022 | Bara-Ō no Sōretsu                     | Joan                                                         |              | [ 9 ]  |
| 2022 | Sasaki to Miyano                      | Kuresawa                                                     |              | [ 10 ] |
| 2022 | Shikkakumon no Saikyō Kenja           | Matthias                                                     | Protagonista | [ 11 ] |
| 2022 | Kotaro Lives Alone                    | Isamu Tamaru, madre de Takuya, exnovio de Mizuki             |              | [ 12 ] |
| 2022 | The Prince of Tennis II               | Itaru Saito                                                  |              | [ 13 ] |
| 2022 | Lycoris Recoil                        | Kusunoki                                                     |              | [ 14 ] |
| 2023 | Watashi no Shiawase na Kekkon         | Takaihito                                                    |              | [ 6 ]  |

### Series de televisión
| Año  | Título                          | Papel  | Notas        |
| ---- | ------------------------------- | ------ | ------------ |
| 2023 | Adventure Time: Fionna and Cake | Scarab | Protagonista |

### Doblaje en películas
| Año  | Título                                                 | Papel              | Notas        | Fuentr |
| ---- | ------------------------------------------------------ | ------------------ | ------------ | ------ |
| 2021 | Sword Art Online Progressive: Aria of a Starless Night | Mito (Avatar Beta) |              |        |
| 2022 | Jujutsu Kaisen 0: la película                          | Yuta Okkotsu       | Protagonista | [ 15 ] |

### Videojuegos
| Año  | Título             | Papel            | Fuente |
| ---- | ------------------ | ---------------- | ------ |
| 2021 | Hearthstone        | Varden Dawngrasp | [ 5 ]  |
| 2021 | Guilty Gear Strive | Testament        | [ 16 ] |